# شب مادر (فیلم)
شب مادر (انگلیسی: Mother Night) یک فیلم جنگی به کارگردانی کیت گوردون است که در سال ۱۹۹۶ منتشر شد.

## بازیگران
- شریل لی
- آلن آرکین
- نیک نولتی
- زاچ گرنیر
- کیرستن دانست
- جان گودمن
- دیوید استراترن
- آدولف هیتلر
- کرت وانه‌گت